# Edison Music Awards

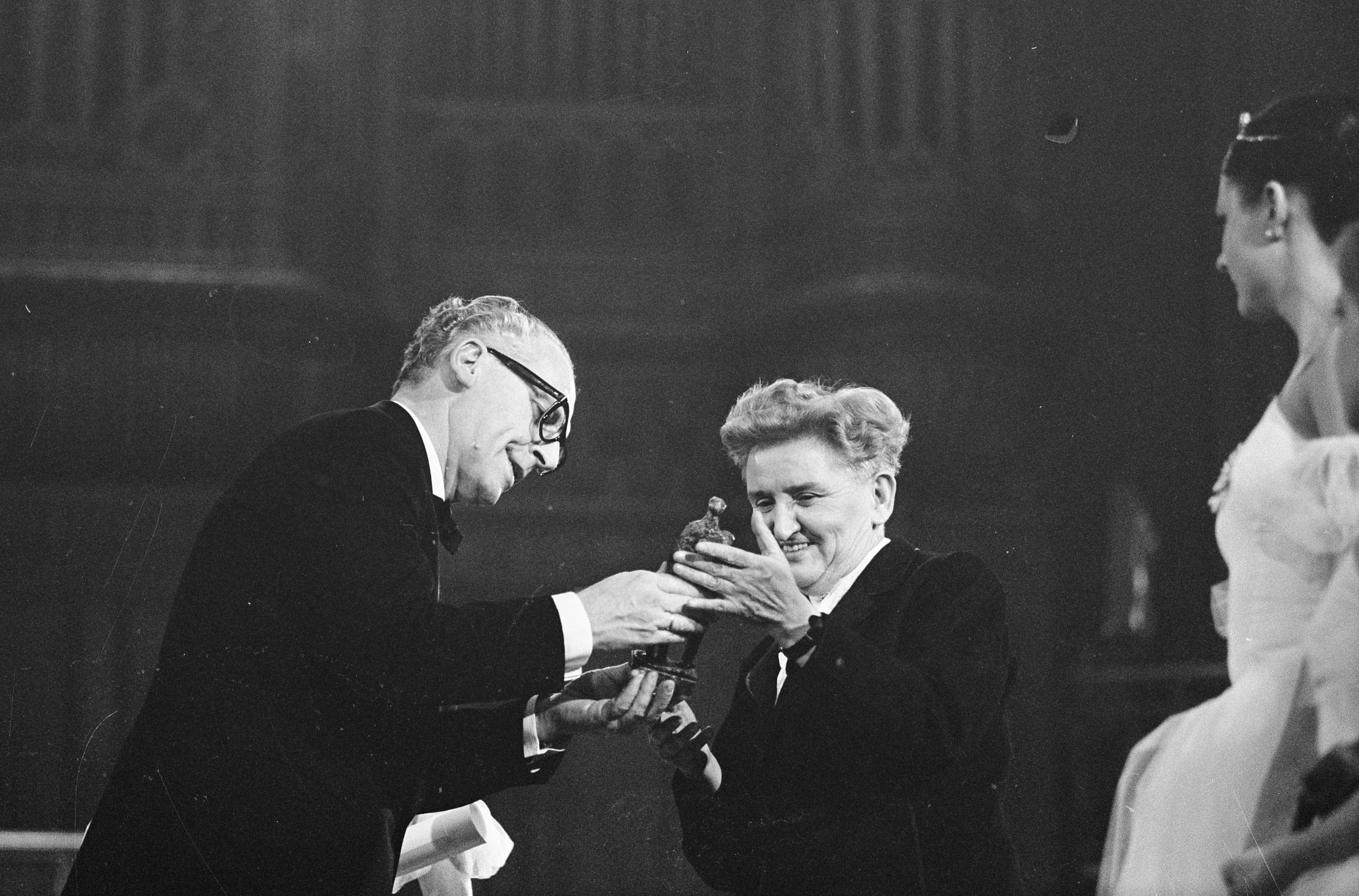
Ilona Andor rebent el premi de mans del ministre de cultura l'any 1966.

Els Edison Music Awards (habitualment abreujat Edison) és un premi musical neerlandès de gran prestigi, creat el 1960. La distinció s'atorga a «productes sonors de qualitat excepcional». És l'equivalent neerlandès del Premi Grammy americà, que s'ha creat només un any abans.
Els organitzadors, la comissió CCGC, volen premiar «artistes que van sortir la millora realització de l'any al seu gènere, segons l'avís dels jurats». L'escriptor Dimitri Frenkel Frank va suggerir el nom Edison i l'organització d'una Grand Gala du Disque, una gala prestigiosa a la qual els premis es confereixen en la presència de l'elit musical i cultural del país. L'estrena va tenir lloc el 22 d'octubre de 1960 al Concertgebouw d'Amsterdam, durant una festa musical de set hores amb unes cinquanta representacions de les quals cinc van obtenir un Edison.
Hi ha tres categories: pop, clàssica i jazz. De vegades, s'atorga un premi pel conjunt de l'obra d'un artista, com el 2006 per al cantautor Ramses Shaffy i la cantatriu de jazz Rita Reys.
El nom prové de Thomas Alva Edison, l'inventor del gramòfon. El premi consta d'una petita estàtua de l'escultor Pieter D'Hondt.

## Guanyadors
- Anastacia
- Corry Brokken (1963, 1995)
- Janine Jansen
- Alícia de Larrocha i de la Calle
- Robert Long
- Mathilde Santing (2002)
- Elisabeth Schwarzkopf
- Ramses Shaffy
- Conny Vandenbos
- Anne-Sofie von Otter
- Zangeres zonder Naam